# Passzív optikai hálózat
A Passzív Optikai Hálózat (Passive Optical Network, PON) egy olyan hálózat, ahol a kapcsolatot az ügyfélig, vagy az ügyfél közelében végződő, elektromos tápellátást nem igénylő optikai elemeken keresztül nyújtják. 
A PON olyan pont-többpont hálózat, amely az optikai szálat az ügyfélig, vagy az ügyfélhez közel található pontig eljuttató hálózati architektúrára épül. A passzív, azaz tápellátást nem igénylő (32-128 darabos rendszert alkotó) optikai osztók alkalmazásával lehetővé teszik, hogy a szolgáltató felől induló akár egyetlen optikai szál segítségével több ügyfelet is kiszolgáljanak. 
A hálózat fő részei a szolgáltatónál található optikai végződés (OLT, vagy Optical Line Terminal), az ezekből kiinduló, és az optikai osztókban szétosztott üvegszálak valamint a végfelhasználó közelében található optikai hálózati egység (ONT vagy Optical Network Unit). 
A 2010-2020-as években jellemzően használt PON technológia a GPON (Gigabit Passive Optical Network), mely gigabit nagyságrendű sebességeket képes a végpontokon biztosítani. Ez az optikai szálak fizikai kapacitásának töredéke, de mivel a sebesség növelésével rohamosan emelkedik a eszközök költsége is így ez a sebesség jelenleg a jó kompromisszum az ár/érték arány szempontjából.
A (G)PON konfiguráció lehetővé teszi a központból induló optikai szálak számának csökkentését a pont-pont rendszerek által igényelthez képest.
A GPON-t az ITU-T távközlési szabványosítási szervezet G.984 ajánlásában specifikálja.
A GPON egyike az FTTX („Fiber To The ...”) megoldásoknak, vagyis azon technológiáknak ami a végpontokat optikai technológiával szolgálja ki.